# Buddhist Text Translation Society
Die Buddhist Text Translation Society (BTTS) ist eine im Jahr 1970 von Hsuan Hua im US-Bundesstaat Kalifornien gegründete Organisation mit Sitz in Ukiah, die es sich zum Ziel gesetzt hat, vorrangig Texte des chinesischen Buddhismus in westliche Sprachen zu übersetzen und so der Öffentlichkeit zugänglich zu machen.
Die verschiedenen Übersetzungsprojekte der BTTS werden im Rahmen eines Peer-Review durchgeführt und entstehen unter Beteiligung mehrerer hundert freiwilliger Helfer.
Im Laufe der Jahre sind mehr als einhundert Werke in sieben verschiedene Sprachen übersetzt worden. Darunter
- The Heart of Prajna Paramita Sutra: With „Verses Without a Stand“ and Prose Commentary, von Hsuan Hua, 2002, ISBN 978-0881394849
- Shastra on the Door to Understanding the Hundred Dharmas, von Bodhisattva Vasubandhu, Hsuan Hua, 2012